# 日本武尊 (旭日の艦隊)
日本武尊（やまとたける）は、荒巻義雄の架空戦記『旭日の艦隊』に登場する架空の戦艦。超戦艦とも称される。その艦名は、日本神話のヤマトタケルノミコトから因んで名付けられた。
なお、作品の舞台である後世世界では大和型戦艦は建造されておらず、その資材は紺碧艦隊建造に回された。なお、ここでは日本武尊の試験艦である八咫烏（やたがらす）についても記す。

## 船体構造
日本武尊がそれまでの戦艦と一線を画す点は設計当初から潜水戦艦として計画されていることだろう。ただしこれは設計当時はまだ技術的に無理だった事や、技術確立まで待つと対独戦に間に合わない、ということもあり、とりあえず水上艦艇として建造された。
雛壇式艦橋
前世では大量の対空火器をもっていた大和が急降下爆撃で対空能力を奪われたという記憶から、祭壇のような艦橋に高角砲を装備し、急降下爆撃機にめっぽう強くなった（原作では敵側の急降下爆撃が成功した描写がないことからも有効性が分かる。）。また、同様のものが艦首、艦尾にもある。原作の挿絵での外観は高雄型重巡洋艦の艦橋に大和型戦艦の艦橋を載せたものである（コミック、OVAでは大和型の艦橋そのもの）。
水流防御機構
両舷のバラストタンクを要とした日本武尊独特の防御機構。後世第2次大戦時では流石に完全潜水までは行かないが半潜状態になることが出来た。これを利用して以下のような様々な奇想戦法をとる事が出来た。
魚雷防御
独円盤機ホルス16襲撃時に行った。半潜状態になってわざと喫水線上に魚雷を当て、命中後に浮上し被害区画を応急修理する。なお修理した区画には穴に鉄板を張ってから内部に充填剤を注入する。
沈没寸前偽装戦法
半潜状態になり、煙幕・ガスバーナー等を使って炎上している様に見せる欺瞞作戦を行い、敵を油断させる。そこへいきなり砲撃をするという得意戦法。（ただし、炎上偽装をしない場合もあった。この場合、光学的により小型の艦艇であると誤解させることができる。）
超近距離射撃
片側のバラストタンクに注水し、艦を傾けることによって超至近距離の射撃を可能とする。
砕氷能力
半潜能力を得たことによって可能となった。砕氷戦艦「天手力男」には劣るが、大型の流氷程度なら十分砕氷可能。
機関・推進方式
日本武尊の機関はディーゼル・エレクトリック（出力14万9,200馬力）であり、通常はスクリュー推進で27ノットだが、緊急時には水流噴射推進装置（ポンプジェット）を使用しての急加速と、球状艦首に装備されたバウスラスター、艦尾の水中安定翼によって通常の大型艦では考えられない回避運動をとる事が可能である。煙突は一見、舷側煙突の様に見えるが、実は起立可能である。
可変式メインマスト
最頂部に対空レーダーを装備し、レーダー波を撹乱する水幕をよける為に伸縮が可能。新日本武尊への改装後は屈折式になった。
装甲
- 艦橋、主砲、弾火薬庫、揚弾筒：200~500mmCNC鋼板+張力コンクリート構成複合装甲
- 舷側：200~350mmVH傾斜鋼板
- 水密区画：38~76mm弾片防御鋼板

## 兵装
51cm45口径3連装主砲
後世の軍事技術発達により、他国が大和型の46cm砲を上回る艦砲を作る可能性があったため51cm砲を装備。射程は50km余。前後に1基ずつ2基（OVA後半からは前部に1基を増設し3基）を搭載。前方に射撃する場合は高角砲が前にあるため、水平射撃は不可。
巡洋戦艦クラスを一斉射で沈める威力を有しているが、大口径ゆえに搭載弾数が少ない事、自動装填式だが次弾発射に時間がかかること、大口径のため砲身の命数が100発（強装弾使用時）と短いことなどが欠点。
末期になると完全なレーダー連動砲になり、噴進弾発射も可能になった。
使用弾
零式弾
通常榴弾。
炉（ロ）号弾（殲滅弾）
気化弾。対空・対地攻撃用。新三式弾（前世「三式弾」の改善型）の改良版。
Z弾
前世『三式弾』と同じ着想のクラスター式砲弾。対地攻撃でも有効と見られるが、もっぱら海戦で使われ、対潜攻撃や魚雷防御の他、ビスマルクII世の上部構造物を破壊し、戦闘不能にした。
B型弾
同じくクラスター式砲弾。Z弾とは違い、対地攻撃で使われる。内蔵子爆弾は炸裂弾、焼夷弾、地雷弾など。吉良邸討ち入り作戦で初使用。「成形炸薬型子爆弾（前世「タ弾」とも「桜弾」とも呼ばれた）」内蔵砲弾「時雨弾」（クリスマス島攻略作戦で戦艦比叡が使用）もこのタイプである。
水中弾
前世「九一式徹甲弾」もしくは「一式徹甲弾」の改良型と見られる。水中突入時に被帽が吹き飛ぶ事で水面下を疾走し、喫水下を破壊する。また浅深度なら対潜攻撃にも使える。
対潜攻撃弾
遠距離の敵潜攻撃用。先端がドリル状になっており、回転しながら水中を進んでゆき、至近弾でも敵潜は破壊される。
P弾
対潜攻撃用。目標点上空でパラシュートが開いてゆっくり敵潜に落ちていく。
羽衣弾
かなりの粘着力を持った霧状の気体を出し敵機を操縦不能にする対空弾。第3次世界大戦で使われた。
メタンハイドレート弾
クラスター式砲弾の子爆弾の代わりにメタンハイドレート塊を散布する砲弾。B型地雷弾を投射後の敵戦車部隊に撃ち、自爆を誘う。第3次世界大戦で使われた。
噴進弾垂直発射機
前甲板に18セルを装備。対艦・対地攻撃用噴進弾を発射する。急降下爆撃を警戒してか、1セル間の間隔が広い。コミックでは発射扉がスライドして発射される。
OVA前半では艦橋側に発射扉が跳ね上がっていたが、後半のスタイル変更後は艦首側になり、外見もMk41と同じものになり、発射管が前部だけではなく後部にも搭載され、1セル間の間隔も狭くなり発射管の数もかなり増えていた。なおセルの数は不明である。
二式誘導噴進弾（六式誘導噴進弾）
対地・対艦攻撃用ミサイル。誘導方式は慣性 + 熱誘導。弾頭には炉号弾を設置。
17.8cm25連装対空噴進砲
後部甲板に4基が格納されている。旋回式で信玄型や尊氏にも装備されている。
15cm65口径成層圏単装高角砲
実質的副砲。8基を搭載。新日本武尊初期は6基が残されていたが最終的に撤廃された（ただし表紙イラストには最終巻まで残っていた）。
10cm65口径高角砲
前世の長10センチ高角砲の後世版。艦首・艦尾に連装型（12基）と単装型（6基）合わせて18基を搭載。
7.6cm単装両用砲/12.7cm単装両用砲
共に10cm65口径高角砲に代わってOVAのデザイン変更時に日本武尊に搭載された単装両用速射砲である。対空・対艦・対地戦闘にも使用される文字通りの両用砲で、発射速度は7.6cm砲が勝るが威力は12.7cm砲の方が高い。富森正因艦長によれば、ハンバー川溯上時の対戦車戦闘の際、7.6cm砲では装甲を撃ち抜けなかったが12.7cm砲では撃ち抜いた。
外見はそれぞれオート・メラーラ 76 mm 砲と 127 mm 砲そのものであり、射撃速度もほぼ同じのようだ。
マ式豆爆雷砲
大戦後半から巡洋艦以上の艦艇に標準装備された対魚雷防御用爆雷投射砲。「爆雷」といっても推進器・誘導装置がついており「短魚雷」と言った方がよい。詳細な搭載数は不明。
コミック・OVA版での砲身の外観はMK108対潜ロケット弾発射機になっている。
防御爆雷
対艦噴進弾防御用。レーザー測遠機で距離を測り、接近したところで爆雷を炸裂させて水柱を当て、撃墜ないしコースを変更させる。
25mm3連装機銃
前世九六式二十五粍機銃の後世版にあたり40基を装備。新日本武尊初期には4基が残されている。
この他にも電波妨害金属片発射機2基、熱線放射欺瞞弾発射機2基、曳航式対魚雷音響欺瞞装置、舷側格納爆雷投射機を装備する。OVAでのデザイン変更後は口径不明のCIWSが搭載されていた。

## その他
- 全長：256m
- 水線幅：36.3m
- 排水量：62,000t（基準）・69,100t（満載）
- 乗員：4,000人（戦闘要員2,500人・内務科要員1,500人）
- 艦載機：連絡用気球機（艦尾に搭載）→水上機（後甲板にカタパルト装備）
- 図書室：表向きは乗員の教養のための設置であるが、実は室内にある岩波文庫が暗号表として使われている。

## OVAでの日本武尊
OVAでは、一見するとコミック版と形状が同じに見えるが、注意して見ると成層圏高角砲の位置に口径不明の連装砲が装備され、両舷の連装高角砲は前世大和型と同じ防盾付12.7cm高角砲の外観となり、艦載機も気球機は登場せず、艦尾の高角砲群の合間にカタパルトが設置され、零式水上観測機を搭載していた。
OVA12巻からは大幅なサイズ、デザインの変更が行われた。

### 変更後
- 全長：298m
- 基準排水量：8万5,000t
- 主砲：3基（前方に一基を増設、正面射撃が可）
- ガトリング砲：いわゆるCIWS。艦首に2基、艦橋付近に最低でも2基、艦尾ヘリポート舷側に合計6基確認出来る。
- 25mm3連装機銃：密閉型シールドがより洗練された形となり艦橋基部、後部マスト付近に20基程残っている。
- ヘリポート：劇中では連絡用ヘリコプターが使用。
- 高角砲群：オート・メラーラ製127mm単装両用砲、76mm単装両用砲の外観になっている。艦尾の高角砲はヘリポート化された為無くなり、艦首も一基のみとなった。
- 噴進弾垂直発射機：Mk.41のような形状となり、後部甲板舷側付近にも増設され、専ら対空噴進弾発射に使われた。

## 新日本武尊
続編『新・旭日の艦隊』において、日本武尊は「Φ（ファイ）計画」により室蘭の秘密ドックで大改装され、海中戦艦 新日本武尊となった（公式にはカムチャッカ半島沖で戦没）。
核融合機関による電磁推進方式で、完全な潜航能力を持つ。莫大な発電容量を生かし電子戦能力も上がっており、省力化も進んだため艦を動かすのに必要な人員も減った（それでも乗員は3,500人と大所帯である。）。

### 艦体
艦橋
潜水機能があるため、4つの艦橋がある。
第一艦橋（昼戦艦橋）
艦橋上部にあり、昼間の海上航行や戦闘を指揮する。
第二艦橋
艦橋下部にあり、夜間の海上航行や戦闘を指揮する。また潜水時の航行、戦闘司令塔の機能をもつ。
潜水艦橋（潜望鏡艦橋）
艦の頂上にあり、潜望鏡もここに備えている。
艦尾艦橋
後部主砲、旋回式格納筒の指揮にあたる。
偽装煙突
伸縮が可能で内部に噴進弾垂直発射機を仕込んでいる。なお、後部主砲前にも対空噴進砲に代わって垂直発射機が装備されている。
整流シャッター
潜航時に主砲をカバーする。ただし海水から完全隔離は出来ない。そのため51cm主砲では海水の排水、砲の洗浄が必要であった。R砲になってからはその必要は無くなった。
艦尾格納庫
3階構造でヘリコプター（1階）や水上機（2階）、海鼠等の潜水艇（3階）を格納。発進時には防水・対水圧対策としてネジ式昇降エレベーターと発進口を使う。

### 追加武装
R砲（レールガン）
紅海での戦闘後に砲身寿命が尽きた51cm主砲を撤去し換装された。口径は38cm、単装砲だが電磁加速により威力は51cm砲と同等。また小口径化 + レールガン化によって装薬の必要性が無くなったため、搭載弾数は従来の6倍になっている。
しかしあまりの発射速度により手動照準は使えないためコンピュータ制御による自動化が進み、レーダー／レーザーにより三次元的に敵味方を判断する。
各種特殊砲弾
ブーメラン弾
換装時に追加された新砲弾。目標に当たるまで飛行し続ける。
霰弾
目標の上空でパラシュートを開き分裂し、小型ロケット弾を降らせる弾。
煙幕弾
普通の煙幕弾だが、R砲の初速が高いため風があるときでも使える。
粘弾
粘着榴弾。
亀弾（コミック版）
第三次改装時に追加された後世世界最大の38cm誘導砲弾（砲弾形状は「ATACMS戦術ミサイル」Block II ）。タングステン弾芯ロケット推進の拡張射撃砲弾で、直接電波誘導もしくは蒙古戦車などのレーザー測量による射撃管制システム同調により目標に命中させる。
コミック12巻メルン攻防戦で、奪還に来た独陸上戦艦『ドンナー』4隻を撃破した。
光線砲（レーザー砲）
高角砲に代わり装備。主に対空防御に使われるが艦艇攻撃にも使える。主機が核融合炉ゆえになせる技。また成層圏高角砲の代わりの長距離用もある。原作4巻で、アカバ湾脱出中に襲来した独奇想機編隊をND（ネオジム）硝子を固体媒質とした「秘匿対空レーザー砲」で撃墜している。
コミック版では砲身が4連装になっており、コミック10巻冒頭、米軍機救援のため新型L砲で水中攻撃を行っている。
六二魚雷発射管
艦首に8門・艦尾に4門を装備。
小型潜航艇（コミック版）
第三次改装後に登場した、航空機型の耐圧ガラスコクピットを持つ二人乗りの小型特潜。工作用のマニピュレーターを装備し、アタッチメントにより対空兵装や偵察用ビデオカメラを搭載可能。母艦との有線接続での双方向通信にも対応している。搭載艦は「阿座化（あざか）」と「火美猛（かみたけ）」の2艇。

### その他
最大速力
- 原作：50ノット
- コミック：55ノット（水上）・70ノット（水中）

水中排水量
- 79,000t

## ネオ日本武尊（コミック版「新・旭日の艦隊」）
コミック版に登場する日本武尊の最終形態。上記への改装後、カリブ海の米気象兵器防衛戦において魚雷数発を被雷したため、日本武尊は外殻を放棄し「蝉モード」となって内殻船のみで戦域を離脱。その後に行われた第三次改装によって生まれたのが、このネオ日本武尊である。
船核部分はそのままで、外部パーツを取り付けた形ではあるが、艦影にはもはや水上艦時代の面影はなく、艦首は大幅に延長された。なお、従来の整流シャッターでは電気的、速度的にR砲の性能を活かしきることができなかったため、砲のみを包む形状のリニアレール駆動の整流カバーに改められている。さらに延長された艦首部分にはR砲の延長砲身や小型噴進弾発射機などを内蔵しており、この延長砲身と誘導砲弾を組み合わせることで「独フェルゼン級超戦艦の列車砲」に次ぐ超長射程での視程外誘導砲撃が可能となった（ただし、構造上艦首方向にしか撃てない。）。

## 艦内人事
艦長（旭日艦隊＝新日本武尊のため後に大石が兼任することになった）
富森正因→永沢義史→不在（大石蔵良）
航海長
早水満尭→法輪光雄
砲術長
木島昌平→柳井永一
防空指揮官・見張長
大高忠雄
通信解析室長
赤埴源造
暗号部長
野村靖彦（第三次大戦時に暗号解読室長）
- 第三次大戦時追加役職

中枢室長→電戦室長
大利根潮
ソナー班長
霞流真弓
潜水室長
品川弥冶郎
水雷長
宮坂龍次
兵員監督
永田潔

## 戦歴

### 第二次大戦時
照和20年の初陣となるカナリア諸島沖での戦闘では巡洋戦艦「シャルンホルスト」を一斉射で撃沈、戦艦「ビスマルクII世」を戦闘不能に陥れ、その帰投中にUボート一隻を撃沈した。
続く翌年の「心臓作戦」の際には独円盤機「ホルス16」の雷撃により左舷に損傷を受けたが、戦闘に支障なく（半潜状態で当たったので喫水線上）そのまま作戦を続行、ヒトラー砲台への噴進弾攻撃を実施した。
それから2年後の23年「ヴァイキング作戦」で重巡洋艦「アドミラル・ヒッパー」を初めとする水雷艦隊を殲滅、翌年6月の「吉良邸討ち入り作戦」では英中部に侵攻した独軍に対し艦砲射撃を持って打撃を与えこれを最終的に降伏させた。
12月のアイスランド沖海戦においては独第一機動艦隊に砲撃と噴進弾で止めを刺し、翌年は独超重爆撃機「アース」の攻撃で艦隊の主だった水上艦を失った後も潜水艦隊と共に大西洋とその沿岸において地上部隊への艦砲射撃、輸送船団への通商破壊作戦を実施した。
英国解放後、北極航路周りで太平洋へ戻り、千島列島の宇志知島に秘匿され、以後戦没艦扱いとなった。

#### メディア毎の相違
カナリア諸島沖での交戦
「シャルンホルスト」「ビスマルクII世」との交戦は、原作では夕方だがOVAでは夜になっており、Uボートとの交戦はその前の夕方であり撃沈数も3隻である。また、原作では被弾を確認出来る記述は全くないが、OVAでは左舷後部甲板に命中弾が確認できる。
心臓作戦時の被弾
ホルス16は一旦左舷側から上空を通過して確認を行った後、右舷側から雷撃を行っている。よって被弾箇所は右舷である。
ヴァイキング作戦
原作では主砲のみによる砲撃で独艦隊を全滅させているがOVAでは駆逐艦に対して左舷高角砲群で攻撃した。
吉良邸討ち入り作戦
原作では独軍主力を纏めて降伏させているが、OVAでは独軍が集結した地点に至近距離まで接近しロ号弾を撃ち込んで全滅させており、それを実行する際のハンバー川遡上中に独軍戦車大隊と交戦、艦橋を含む左舷各所に被弾、高角砲数基が破壊され、死傷者を多数出した模様である。
アイスランド沖海戦
原作では独艦隊を艦砲射撃で止めを刺しているがOVAにおいては空母は光武改が放った噴進弾によって実質沈没に追い込まれており、旗艦「ロートリンゲン」以下重巡洋艦は習熟航海のため訪れていた亀天号の雷撃によって沈められている。
アースとの戦闘と経過
原作ではアースが魚雷を放つ前にロ号弾で殲滅しているがメディア毎に展開がそれぞれ違う。
コミック版『旭日』
アースを退けた後、独ステルス爆撃機『ブレーダーマウス』の襲撃を受けたが到達直前に連絡機の体当たりで窮地を脱した。
コミック版『紺碧』
ロ号弾命中前にアースが放った誘導魚雷によって窮地に陥るが亀天号が渦流攻撃で魚雷を破壊する事に成功し、窮地を脱した。
OVA版『紺碧』
展開の本筋は前述のコミック版の流れを折衷したものになっているがステルス機が「アングルボザ」となっている。また、OVA版のアース掃射機型はロケット弾を発射し、それによって右舷高角砲が少なくとも2基損傷した。

## 八咫烏
八咫烏（やたがらす）は超戦艦「日本武尊」建造に当たっての各種試験用実寸大実験模型として建造された「木製戦艦」である。一見すると本物と見分けが付かないが、内部は殆んどがらんどうに近い。
使用された木材は特殊加工され不燃性を持ち、その船体は意外に薄いため遅延信管式の徹甲弾は効かない。内部に発泡剤を仕込まれると、急降下爆撃も通用しない。
建造は小樽で行われ、試験終了後は表向きの目的である航空魚雷試験の標的艦として沈む予定だったが、立案者である大石蔵良が待ったをかけ、その外観を生かした囮作戦に使用されることとなり、第三帝国に「日本武尊の同形艦（もしくは日本武尊そのもの）」と思い込ませることに成功している。

### 諸元（初代）
- 全長：256m
- 水線幅：36.3m
- 基準排水量：62,000t（実際はもっと軽い）
- 機関：ディーゼル・エレクトリック（民間規格エンジン・11万4200馬力）
- 最大速力：32ノット（木製で軽量のため、また艦表面が滑らかに研磨されているため抵抗が少ない）

#### 装備
司令艦橋
艦橋操舵室が1,000mmの装甲で覆われている。ジブラルタル要塞の63cm砲の直撃にも耐えている。
偽装主砲塔
原作では風船だがコミック・OVAでははりぼてである。
25mm3連装機銃
8基を装備。電探連動式で無人射撃も可能。
対空噴進弾発射機
2基を装備。
自動消火装置(OVA)
ロケット弾の火災を消火している。

### 劇中での活躍

#### 初代八咫烏
心臓作戦の囮として前衛遊撃艦隊と共にジブラルタル要塞攻撃に参加した後、ドーバー海峡でヒトラー砲台の攻撃を引き付けて沈没した。

#### 二代目八咫烏
二代目は巨大な木潜で、吉良邸討入り作戦の際に突如南アフリカ沖に出現し、世界の目を騙した。速力は10ノットと低速。OVAには登場しなかった。

#### 新八咫烏
世界各国の諜報機関の目を引き付けるため、横須賀の海軍基地に秘匿されていた。実戦には参加しなかった。

## 参考書籍
- 旭日の艦隊 図解資料集　中央公論社、1996年10月25日刊行